# Bandera de Calonge de Segarra
La bandera oficial de Calonge de Segarra té la següent descripció:
Bandera apaïsada, de proporcions dos d'alt per tres de llarg, vermella, amb la custòdia groga i l'hòstia blanca de l'escut, d'alçària 9/11 de la del drap i amplària 3/11 de la llargària del mateix drap, centrada a 7/22 de la vora de l'asta.
Va ser aprovada el 26 de gener de 2006 i publicada en el DOGC el 16 de febrer del mateix any amb el número 4574.